# 高尾野駅
高尾野駅（たかおのえき）は、鹿児島県出水市高尾野町紫引にある、肥薩おれんじ鉄道線の駅である。駅番号はOR18。

## 歴史

### 駅名の由来
開業時の地名（出水郡高尾野村）が由来。
「高尾野」の「高（タカ）」は高い土地（高天ヶ原）、「尾野（オノ）」は裾野を表す言葉で、「紫尾山（上宮山）の高天ヶ原より尾を引いて平野へ下る裾野」という意味合いから「高尾野」という地名が生まれたと伝わる。東京都八王子市に存在する高尾山や高尾駅も由来はほぼ同じで類似している。

### 年表
- 1923年（大正12年）10月15日：鉄道省川内線の駅として開設[1]。
- 1927年（昭和2年）10月17日：湯浦駅 - 水俣駅間が開業し、八代駅 - 川内駅 - 鹿児島駅間が鹿児島本線に編入される。
- 1949年（昭和24年）6月1日：公共企業体である日本国有鉄道が発足。
- 1956年（昭和31年）2月：木造駅舎解体、現駅舎竣工。
- 1961年（昭和36年）9月1日：貨物取扱廃止[1]。
- 1970年（昭和45年）9月1日：CTC化に伴い業務委託駅化[2]。高尾野駅長が廃止され、出水駅の被管理駅となる。
- 1984年（昭和59年）2月1日：荷物扱い廃止[1]。無人駅化[3]。
- 1987年（昭和62年）4月1日：国鉄分割民営化により、JR九州に承継[1]。
- 2004年（平成16年）3月13日：九州新幹線開業に伴い、肥薩おれんじ鉄道に移管[4]。

## 駅構造

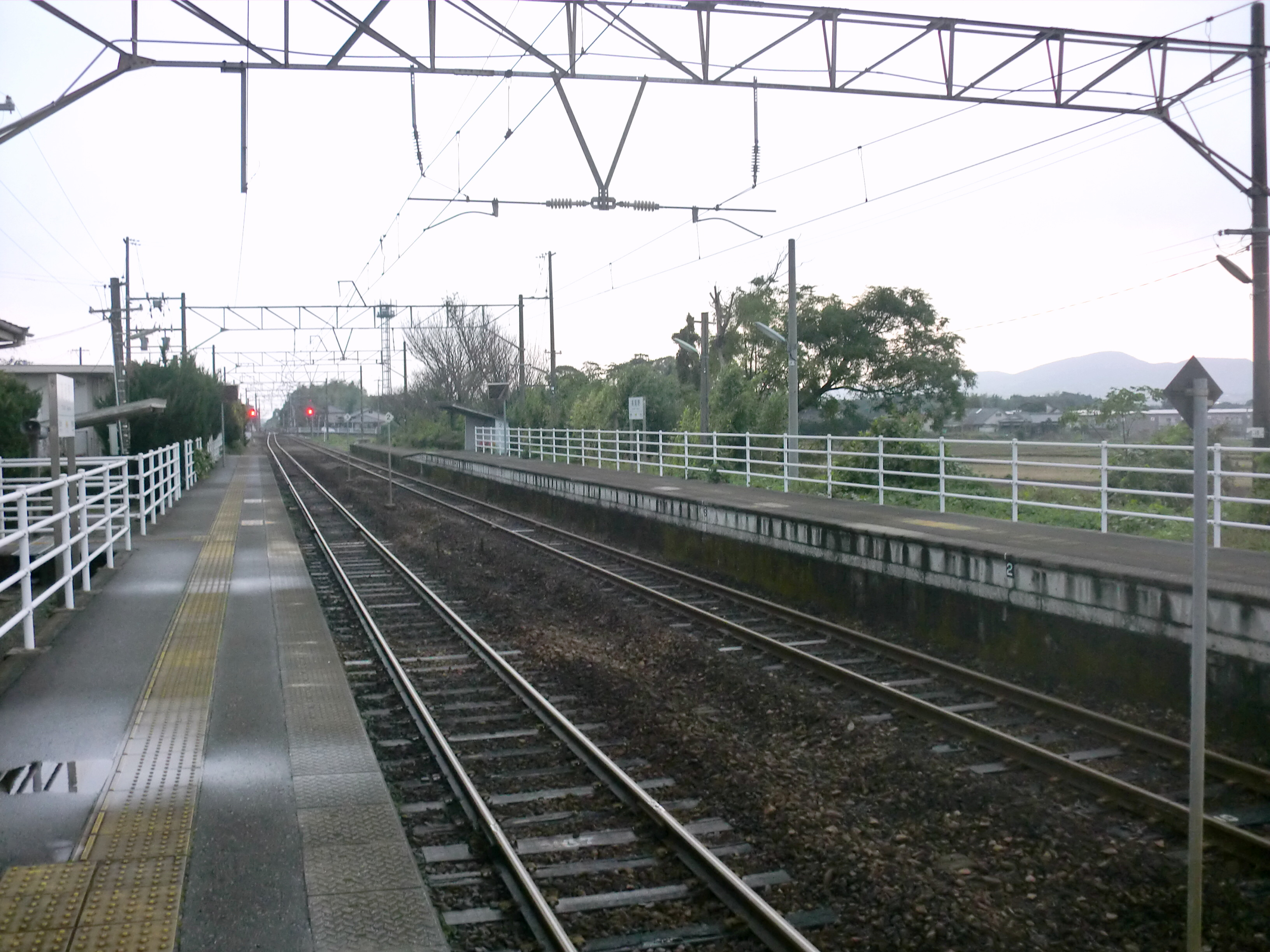
ホーム（2012年11月）

相対式ホーム2面2線を有する地上駅（無人駅）。鉄筋コンクリート製駅舎を備える。駅舎内には小さな待合室を有する。かつては有人駅で、有人駅当時の窓口跡が板貼りされた状態で残っている。
普段は終日無人駅だが、毎年3月中旬に駅近くで開催される高尾野 中の市（）や8月上旬の「高尾野夏祭り」開催時には多くの来場客で駅構内が大変混雑するため、駅係員が臨時に派遣される。また、これらの催し物開催時は米ノ津駅 - 阿久根駅間や当駅 - 出水駅・米ノ津駅間・当駅 - 阿久根駅で臨時列車が多数運行される。

### のりば
| のりば | 路線                | 方向 | 行先                 | 備考                 |
| ------ | ------------------- | ---- | -------------------- | -------------------- |
| 1      | ■肥薩おれんじ鉄道線 | 下り | 阿久根・川内方面     |                      |
| 1      | ■肥薩おれんじ鉄道線 | 上り | 出水・水俣・八代方面 | 原則としてこのホーム |
| 2      | ■肥薩おれんじ鉄道線 | 上り | 出水・水俣・八代方面 | 行違い時のみ         |

## 利用状況
- 2019年度の1日平均乗降人員は138人である[5]。

| 年度 | 1日平均 乗車人員 | 1日平均 乗降人員 |
| ---- | ---------------- | ---------------- |
| 2005 | 49               |                  |
| 2006 | 51               |                  |
| 2007 | 53               | 110              |
| 2008 | 56               | 113              |
| 2009 | 60               | 122              |
| 2010 | 61               | 129              |
| 2011 | 68               | 140              |
| 2012 | 76               | 156              |
| 2013 | 79               | 163              |
| 2014 | 74               | 154              |
| 2015 | 68               | 146              |
| 2016 |                  | 148              |
| 2017 |                  | 151              |
| 2018 |                  | 157              |
| 2019 |                  | 138              |

## 駅周辺
駅前は出水市高尾野町（旧・出水郡高尾野町）の中心である。
- 出水市立高尾野中学校
- 出水市立高尾野小学校
- 国道504号
- 慈光幼稚園
- 出水市役所高尾野支所（旧・高尾野町役場）
- 高尾野郵便局
- 出水市高尾野農村環境改善センター
- だいわ高尾野店

## 隣の駅
肥薩おれんじ鉄道
■肥薩おれんじ鉄道線
西出水駅（OR17） - 高尾野駅（OR18） - 野田郷駅（OR19）